# A Breath Away

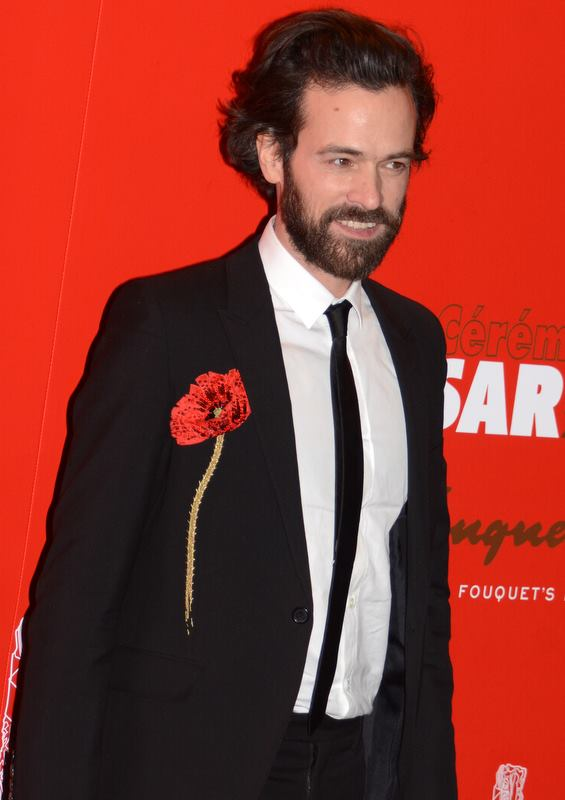
Romain Duris spielt Mathieu (Foto von 2015)

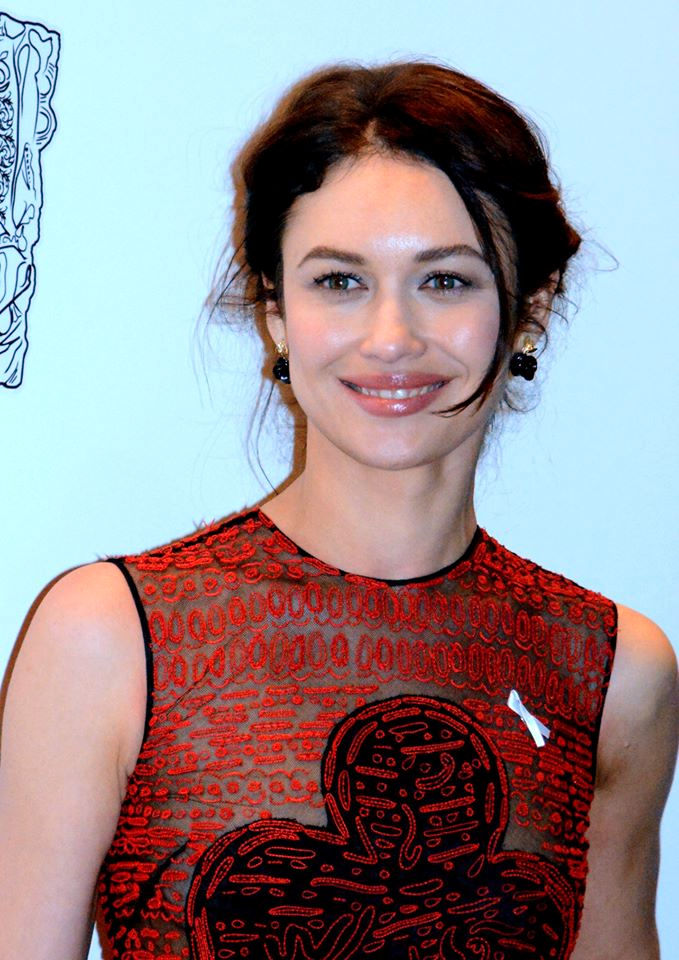
Olga Kurylenko spielt Anna (Foto von 2018)

A Breath Away ist ein französisch-kanadischer Film aus dem Jahr 2018.

## Handlung
Mathieus und Annas Tochter Sarah leidet an einer seltenen Immunerkrankung, dem Stimberger-Syndrom, und muss aufgrund dessen in einer Isolationskabine leben, die in der Pariser Wohnung installiert worden ist. Mathieu kommt gerade aus Kanada zurück, wo er sich nach einer innovativen Therapieoption erkundigt hat. Um diese nutzen zu können, müsste die Familie nach Kanada ziehen, was für Anna in der aktuellen Situation nicht infrage kommt.
Plötzlich wird die Stadt von einem Erdbeben erschüttert. Nach diesem tritt ein bräunlicher Nebel aus dem Boden auf, dessen Einatmung tödlich ist. Mathieu und Anna müssen Sarah in ihrer Kabine zurücklassen und flüchten zu dem alten Ehepaar Lucien und Colette ins oberste Stockwerk, unterhalb dessen der Nebel nicht weiter aufsteigt. Zu Sarah haben sie Kontakt über ein Funkgerät. Da die Stromversorgung unterbrochen ist, muss die Notversorgung von Sarahs Kabine über Akkus sichergestellt werden. Mathieu kann aus der Wohnung eines toten Nachbarn dessen Sauerstoffgerät holen und so die Akkus wechseln. Als er auf die Straße geht, versucht das Militär Überlebende mit Beatmungsmasken zu Fuß aus dem Nebel zu bringen. Mathieu erhält zwei Beatmungsgeräte und kehrt zu Anna, Lucien und Colette zurück.
Im Radio erfahren die Ausharrenden vom Ausnahmezustand und dass aktuell große Teile der Infrastruktur lahmgelegt sind. Ganz langsam steigt auch der Nebel höher. Um mit Sarah an einen sicheren Ort zu gelangen, benötigen sie einen Sicherheitsanzug, den sie aus einem Labor holen müssen. Als Mathieu und Anna dort sind, wird Mathieu bei einer Explosion verletzt und ein Beatmungsgerät zerstört. Anna kehrt allein zurück, Mathieu versucht einen anderen Weg zu finden. Er bewegt sich über den Dächern zu einem Parkhaus, wo er auf einen plündernden Polizisten trifft. Es kommt zu einem Kampf, bei dem Mathieu seinen Gegner in den Nebel stürzt und dessen Beatmungsgerät mitnimmt.
Wieder bei Lucien und Colette muss Anna feststellen, dass auch der Sicherheitsanzug beschädigt ist. Als bei Sarah die Akkus fast leer sind, muss Anna diesen ohne Beatmung wechseln, schafft es aber nicht mehr zurück. Mathieu findet sie kurz danach tot im Treppenhaus. Er bricht noch einmal auf, um einen weiteren Sicherheitsanzug zu holen, den er bei einem Toten gesehen hatte. Lucien und Colette bleiben zurück, sie haben ein gutes Leben gehabt und wollen ihren Sohn nicht überleben. Mathieu stürzt auf seiner Tour mit dem Motorrad, als er einem Kind ohne Beatmungsmaske ausweicht. Als er zu sich kommt, laufen seine Tochter Sarah und ihr Freund Noé, der am gleichen Syndrom leidet, auf ihn zu. Sie scheinen bezüglich des Nebels völlig immun zu sein.
In den letzten Szenen sieht man Sarah mit ihren Freunden über eine Wiese laufen, während Mathieu in Sarahs Kammer sitzt.

## Synchronisation
Die deutsche Synchronisation übernahm die Splendid Synchron GmbH. Das Dialogbuch schrieb Boris Tessmann, der auch die Dialogregie übernahm.
| Rolle         | Darsteller     | Synchronsprecher     |
| ------------- | -------------- | -------------------- |
| Mathieu       | Romain Duris   | Nicola Devico Mamone |
| Anna          | Olga Kurylenko | Natascha Geisler     |
| Lucien        | Michel Robin   | Freimut Götsch       |
| Colette       | Anna Gaylor    | Eva-Maria Werth      |
| Polizist      | Alexis Manenti | Boris Tessmann       |
| junger Soldat | Robin Barde    | Sascha Werginz       |

## Produktion
Gedreht wurde der Film in Paris.

## Rezeption
Das Lexikon des internationalen Films gibt dem Film 3 von 5 Sternen und schreibt: „Kanadisch-französische Variation üblicher Katastrophenfilm-Topoi, die das Genre zur Reflexion über Familienwerte und Grenzsituationen nutzt. Durch unerwartete Entwicklungen und einen Verzicht auf Erklärungsversuche ein reizvoller Genre-Vertreter.“
Oliver Armknecht gibt dem Film bei film-rezensionen.de insgesamt 5 von 10 Punkten. Der Film biete vor allem schöne Bilder, die eine entsprechend gelungene Endzeitstimmung vermitteln. So richtig Spannung würde aber nicht aufkommen, der Film liefere auch keine Erklärung der Vorgänge. Trotz der prominenten Besetzung geben die Figuren wenig her, auch sei die nette Wendung zum Schluss letztlich wenig ausgearbeitet.